# 142 (число)
142 (сто сорок два) — натуральное число, расположенное между числами 141 и 143. Оно не является простым числом, а относительно последовательности простых чисел расположено между 139 и 149.
- 142 день в году — 22 мая (в високосный год — 21 мая)

## В математике
- 142 — является чётным составным трёхзначным числом.
- Сумма цифр этого числа — 7
- Произведение цифр этого числа — 8
- Квадрат числа 142 — 20164
- 47-е полупростое число[2]

## В других областях
- 142 год.
- 142 год до н. э.
- 142 — Код ГИБДД-ГАИ Кемеровской области.
- NGC 142 — спиральная галактика с перемычкой (SBb) в созвездии Кит.
- (142) Пулана — астероид главного пояса.